# Danmarks Socialdemokratiske Ungdom
 Der er for få eller ingen kildehenvisninger i denne artikel, hvilket er et problem. Du kan hjælpe ved at angive troværdige kilder til de påstande, som fremføres i artiklen.

Danmarks Socialdemokratiske Ungdom (DSU) er en politisk ungdomsorganisation baseret på socialdemokratismen. DSU har siden stiftelsen haft tætte bånd til arbejderbevægelsen, og udgør i egen optik dennes politiske ungdomsorganisation.
DSU er medlem af Dansk Ungdoms Fællesråd (DUF), International Union of Socialist Youth (IUSY), Young European Socialists (YES) og Forbundet Nordens Socialdemokratiske Ungdom (FNSU).
DSU er med 50 aktive afdelinger og lidt mere end 1.850 medlemmer Danmarks næststørste politiske ungdomsorganisation målt på medlemmer (efter Venstres Ungdom).

## DSU og Socialdemokratiet
DSU er tilknyttet Socialdemokratiet og samarbejder i forbindelse med kampagne og valgkampe. DSU er derudover repræsenteret i Socialdemokratiets hovedbestyrelse og kongres som delegerede. Samtidig er DSU blevet det forum hvorfra en stor del af fremtidens Socialdemokratiske politikere udklækkes.
Ved folkeafstemningen om retsforbeholdet den 3. december 2015 anbefalede DSU sammen med moderpartiet Socialdemokratiet et ja.

## Historie
DSU blev stiftet i 1920 efter splittelsen mellem socialdemokrater og kommunister på baggrund af 1. verdenskrig og den russiske revolution.
I 1919 havde et flertal i den socialdemokratiske ungdomsorganisation, Socialdemokratisk Ungdomsforbund (SUF), brudt med partiet og var 9. november 1919 med til at grundlægge Venstresocialistisk Parti, som i 1920 blev til Danmarks Kommunistiske Parti. En række SUF-afdelinger, som ikke ønskede at bryde med partiet, stiftede i stedet DSU.
I en del år brugtes forkortelsen DsU (med lille s), fordi retstavningen indtil 1945 foreskrev at Danmark og navneordet Ungdom stavedes med stort. Det blev dog også brugt efter 1945 for ikke at støde sammen med Dansk Skak Union.
DSU har i hele sin levetid været rugekasse for mange mennesker, som senere er blevet ledende skikkelser i Socialdemokratiet. Blandt dem statsminister Jens Otto Krag, udenrigsminister Per Hækkerup og forsvarsminister Hans Hækkerup. Blandt den nuværende generation af socialdemokratiske politikere har bl.a. Henrik Sass Larsen, Morten Bødskov og Mette Frederiksen en fortid i DSU. Også Johanne Schmidt Nielsen startede sin politiske karriere i DSU Odense.
I efteråret 2017 forlod DSU's formand Lasse Quvang Rasmussen pludselig sin formandspost. DSU's hovedbestyrelse konstituerede derpå Frederik Vad som ny forbundsformand, og han blev siden i april 2018 genvalgt som forbundsformand på DSU's kongres. I 2019, hvor der verserede flere sager i pressen om seksuelle krænkelser i andre ungdomspartier, kom det offentligt frem, at Lasse Quvang Rasmussen i 2017 havde måttet gå af i utide på grund af grænseoverskridende adfærd overfor flere kvindelige DSU'ere.
Da Danmark i juni 2019 fik en socialdemokratisk regering, blev den af den politiske kommentator Noa Redington kaldt en ”DSU-regering”, da 15 ud af de 20 ministre var tidligere aktive i DSU.

## Struktur
DSU er bygget op af en lang række lokalafdelinger, som er de mindste lokale led. Disse afdelinger indgår i distriktsorganisationer, der følger storkredsgrænserne. En ikke-udtømmelig liste kan findes på DSU-afdelinger og DSU-distrikter.
DSU's ledelse består af to dele: Et kongresvalgt forretningsudvalg på 9 medlemmer og en hovedbestyrelse, som består af formændene fra lokalafdelingerne, distriktsekretærene og forretningsudvalget.
Samtidig har Frit Forum, beskrevet senere i artiklen, en helt speciel status og har egne aktiviteter. Dog har Frit Forum-afdelingerne status som DSU-afdelinger på lige fod med de "normale" afdelinger.
Ydermere har DSU en række udvalg og grupper. Et aktivitets- og kursusudvalg (forkortet AKU) står for planlægning og afvikling af DSU's kursusweekender, et internationalt udvalg (forkortet IU) koordinerer DSU's mange partnerskabs- og udviklingsprojekter i primært Asien, Mellemøsten og Nordafrika, et fagligt udvalg (forkortet FAU) koordinerer fagpolitiske indsatser og politikudvikling, og en redaktion tager sig af DSU's medlemsblad DSU'eren. Derudover findes en række ad hoc-projektgrupper.
DSU er derudover medejer af kursusejendomen Ankersminde, opkaldt efter Anker Jørgensen, som ligger et stykke uden for Vissenbjerg på Fyn. Her afholdes der weekendkurser, sommerlejre, samt andre aktiviteter. Den anden ejer er DUI-Leg og Virke.

## Skolevalgsresultater
DSU har deltaget i alle skolevalg, der har været afholdt af Dansk Ungdoms Fællesråd og Folketinget. Ved skolevalg 2015 fik DSU og Socialdemokratiet 17,6 % af stemmerne svarende til 32 mandater i Folketinget og blev dermed valgets næststørste parti.
Ved skolevalg 2017 fik DSU og Socialdemokratiet 15,6 % af de afgivne stemmer svarende til 28 mandater og blev igen næststørst. Ved skolevalg 2019 lykkedes det DSU og Socialdemokratiet at erobre positionen som Danmarks største parti blandt skoleeleverne med 22,6 % af de afgivne stemmer svarende til 41 mandater. Ved Skolevalg 2021 blev DSU også størst med 23,4 % af stemmerne.
| Valg | Formand                   | Stemmer | %     | Mandater | +/-     | Mærkesag #1                              | Mærkesag #2                    | Mærkesag #3                         |
| ---- | ------------------------- | ------- | ----- | -------- | ------- | ---------------------------------------- | ------------------------------ | ----------------------------------- |
| 2015 | Alexander Grandt Petersen |         | 17,6  | 32 / 175 | Uændret | Bedre og billigere offentlig transport   | Bekæmp farligt børnearbejde    | Afskaf social dumping               |
| 2017 | Lasse Quvang Rasmussen    | 7.029   | 15,6  | 28 / 175 | 4       | Gratis psykologhjælp til unge under 25   | Højere ydelser til arbejdsløse | Sexmobning på skoleskemaet          |
| 2019 | Frederik Vad              | 13.650  | 22,6  | 41 / 175 | 13      | Kortere skoledage i folkeskolen          | Hæv afgiften på cigaretter     | Gør aktiv dødshjælp lovligt         |
| 2021 | Frederik Vad              | 11.467  | 23,5  | 42 / 175 | 1       | Afskaf brugerbetaling på psykologhjælp   | Hårdere straffe for vold       | Niveauinddeling i folkeskolen       |
| 2024 | Katrine Evelyn Jensen     |         | 15,99 | 29 / 175 | 13      | Gør arbejde for unge under 18 skattefrit | Hårdere straffe for vold       | Indfør tolærerordning i folkeskolen |

## Frit Forum
I DSU findes også Frit Forum, der tidligere var en selvstændig socialdemokratisk studenterorganisation. Siden 1973 har Frit Forum formelt været en del af DSU. Samarbejdet med DSU er primært en formalitet, idet Frit Forum og DSU bejler til forskellige medlemssegmenter. Frit Forum retter sig mod universitetsstuderende, der ikke nødvendigvis er under 30 år, hvorimod DSU er en regulær ungdomsafdeling for Socialdemokrater under 30 år. Frit Forum har selvstændig ledelse, det såkaldte studentersekretariat, men afdelingerne i de forskellige universitetsbyer fungerer i reglen autonomt. Mange socialdemokrater har startet deres karriere i Frit Forum; bl.a. Erhard Jakobsen (foreningens stifter), Poul Nyrup Rasmussen, Svend Auken og Mogens Lykketoft.
Nuværende formand for Frit Forum er Niklas Stentoft Mogensen.

## Formænd
- 1920-1927 Christian Christiansen
- 1927-1929 Hans Hedtoft
- 1929-1933 Johannes Hansen
- 1933-1937 H.C. Hansen
- 1937-1942 Poul Hansen
- 1942-1946 Victor Gram
- 1946-1952 Per Hækkerup
- 1952-1958 Børge Jensen
- 1958-1961 Niels Kristensen
- 1961-1967 Ejner Hovgaard Christiansen
- 1967-1970 Hans Carl Nielsen
- 1970-1974 Niels Enevoldsen
- 1974-1978 Frode Møller Nicolaisen
- 1978-1982 Finn Larsen
- 1982-1986 Jan Petersen
- 1986-1990 Jens Christiansen
- 1990-1992 Anette Berentzen
- 1992-1996 Henrik Sass Larsen
- 1996-2000 Morten Bødskov
- 2000-2004 Kristian Madsen
- 2004-2008 Jacob Bjerregaard Jørgensen
- 2008-2012 Peter Hummelgaard
- 2012-2014 Camilla Brejner Schwalbe
- 2014-2016 Alexander Grandt Petersen
- 2016- 2017 Lasse Quvang Rasmussen
- 2017-2022 Frederik Vad
- 2022-nu Katrine Evelyn Jensen

## Forbundssekretær
- 2018-2022 Morgan Krüger
- 2022-nu Signe Kaulberg Jespersen

## Forretningsudvalget
Forretningsudvalget vælges på kongressen og udgør sammen med DSU's Hovedbestyrelse den øverste myndighed mellem DSU's kongresser, der typisk afholdes i lige årstal i Store Bededagsferien. Seneste kongres blev afholdt 10-12 maj 2024 i Vejen Idrætscenter.
- Medlemmer af forretningsudvalget:
  - Forbundsformand: Katrine Evelyn Jensen, DSU Midtjylland
  - Forbundssekretær: Signe Kaulberg Jespersen, DSU Sjælland
  - Næstformand: Carl Emil Lind Christensen, DSU Københavns omegn

- Øvrige medlemmer af Forretningsudvalget:
  - Sebastian Schwartz, DSU Københavns omegn (Hovedbestyrelsessekretær)
  - Mads Hvidbjerg Kristensen, DSU København (International sekretær)
  - Astrid Seerup Haas, DSU Sjælland (Kommunikationssekretær)
  - Hannah Larsen, DSU Sydjylland (Afdelingssekretær)
  - Nicolai Krølbøll Markussen , DSU Midtjylland (Faglig sekretær)
  - Ingrid Kjærgaard, DSU Sjælland (Kursus sekretær)

## Socialdemokratiske folketingsmedlemmer, der startede i DSU
Blandt tidligere DSU'ere der efter 2019-valget sidder i den socialdemokratiske folketingsgruppe er:
- Mette Frederiksen , tidligere medlem af DSU's forretningsudvalg
- Ane Halsboe-Jørgensen
- Anne Paulin
- Benny Engelbrecht
- Bjørn Brandenborg
- Henrik Dam Kristensen
- Henrik Sass Larsen, forbundsformand for DSU fra 1992-1996
- Jeppe Bruus
- Julie Skvosby
- Kaare Dybvad, tidligere medlem af DSU's forretningsudvalg
- Kasper Sand Kjær
- Lea Wermelin, tidligere medlem af DSU's forretningsudvalg
- Magnus Heunicke
- Mogens Jensen
- Morten Bødskov, forbundsformand for DSU fra 1996-2000
- Nick Hækkerup
- Nicolai Wammen
- Peter Hummelgaard Thomsen, forbundsformand for DSU fra 2008-2012
- Rasmus Horn Langhoff, tidligere medlem af DSU's forretningsudvalg
- Rasmus Prehn
- Simon Kollerup